# سالواتور برونو
سالواتور برونو (انگلیسی: Salvatore Bruno؛ زادهٔ ۹ نوامبر ۱۹۷۹) بازیکن فوتبال اهل ایتالیا است.
از باشگاه‌هایی که در آن بازی کرده‌است می‌توان به باشگاه فوتبال مودنا، باشگاه فوتبال آسکولی، باشگاه فوتبال تورینو، باشگاه فوتبال کیه‌وو ورونا، باشگاه فوتبال آنکونا، باشگاه فوتبال کرمونزه، باشگاه فوتبال برشا، باشگاه فوتبال باری، باشگاه فوتبال کاتانیا، باشگاه فوتبال ساسولو، باشگاه فوتبال یووه استابیا، باشگاه فوتبال ناپولی، و باشگاه فوتبال اسپال اشاره کرد.
وی همچنین در تیم ملی فوتبال زیر ۱۷ سال ایتالیا بازی کرده‌است.